# ووسکرسنوفکا (شهرستان سریشفسکی، استان آمور)
ووسکرسنوفکا (به لاتین: Voskresenovka) یک منطقهٔ مسکونی در روسیه است که در استان آمور واقع شده‌است.